# 小矢部川

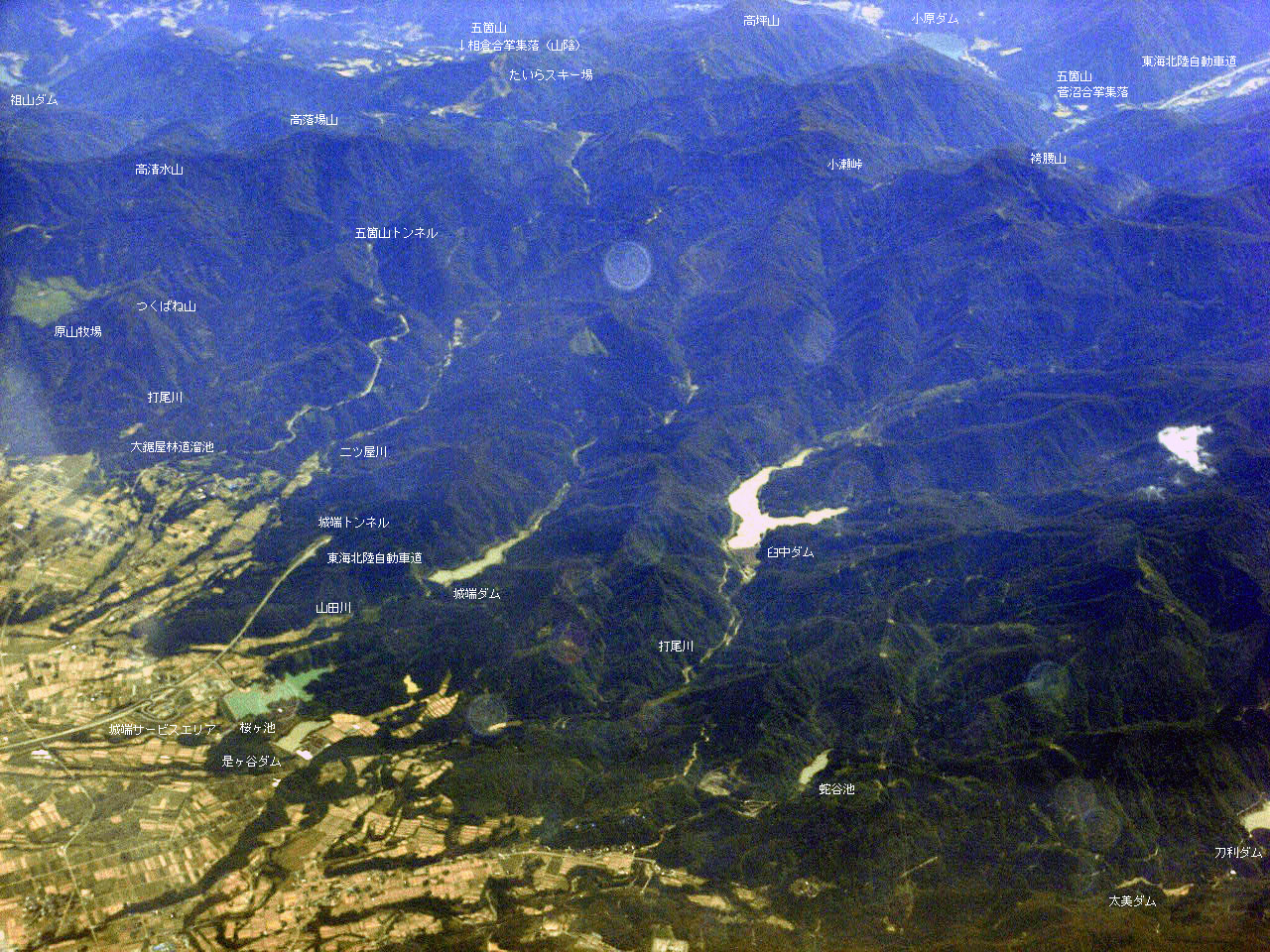
小矢部川上流域空撮

小矢部川（おやべがわ）は、主に富山県を流れ富山湾に注ぐ小矢部川水系の本流。一級河川である。

## 地理
富山県南砺市の南部、石川県との県境にある大門山(1,572m)に源を発し北上。南砺市から小矢部市、高岡市を経て高岡市と射水市の境界から富山湾に注ぐ。流域はほぼ全域が富山県内だが、上流の刀利ダム付近でわずかに石川県内の流域を有する。
富山県の七大河川（黒部川、片貝川、早月川、常願寺川、神通川、庄川、小矢部川）の一つ。名前は上流にあった小矢部村に由来し、小矢部市の市名はこの川から由来する。

## 歴史
古代には庄川が砺波平野の中心を流れて現在の小矢部市付近で小矢部川と合流しており、そこから下流は射水川（いみずがわ）と呼ばれ、ほぼ現在の小矢部川の流路を流れており、『万葉集』に収められる大伴家持の歌にも登場していた。さらに庄川は別の流路を流れるようになり、江戸時代には現在の高岡市街で合流するようになった。江戸時代に庄川は中田川につけ変えられ、河口付近で合流するようになった。明治20年代に県予算の約半分を費やした七大河川の改修工事により庄川の流路を変えられ、ここではじめて流路が河口まで庄川と分けられて、小矢部川が独立の水系となった。
1952年7月、1953年8月、翌9月には、大水害が発生。上流部に農林省による刀利ダム（多目的ダム）などの整備がすすめられる契機となった。

## 流域の自治体
- 富山県

南砺市、小矢部市、高岡市、射水市、砺波市
- 石川県

金沢市

## 支流
市町村名は流域の自治体
- 山田川（南砺市）
- 旅川（南砺市）
- 二ツ屋川（南砺市）- 人喰谷がある。
- 渋江川（南砺市・小矢部市）
- 子撫川（高岡市・小矢部市）-宮島峡がある。
- 岸渡川（砺波市・小矢部市・高岡市）
- 祖父川（砺波市・高岡市）
- 千保川（砺波市・高岡市）
- 地久子川（高岡市）

## 並行する交通

### 鉄道
- JR西日本城端線（南砺市域で並行）
- あいの風とやま鉄道線（石動駅～高岡駅間で並行）
- JR西日本氷見線（高岡市域北部で並行。能町駅～伏木駅間で渡河。）
- 万葉線（高岡市域北部で並行）

### 道路
- 富山県道24号伏木港線（高岡市高美町～米島間で渡河）
- 富山県道32号小矢部伏木港線（高岡市高美町～小矢部市域で並行）
- 国道160号（高岡市長慶寺～守山間で渡河）
- 富山県道・石川県道29号高岡羽咋線（高岡市北島～佐加野間で渡河）
- 国道8号（小矢部市芹川～西中野間で渡河）
- 富山県道42号小矢部福光線（小矢部市東福町～西福町間で渡河）
- 国道471号（小矢部市域で並行）
- 国道359号（小矢部市津沢地区で渡河）
- 富山県道48号福光福岡線
- 国道304号（南砺市福光地域で渡河）
- 石川県道・富山県道27号金沢井波線（南砺市福光地域で渡河）
- 石川県道・富山県道10号金沢湯涌福光線
- 富山県道54号福光上平線

## 主な橋梁
- 東広橋
- 神宮橋
- 豊栄橋 - 富山県道289号臼中福光線
- 福吉橋
- 桜橋
- 福光橋 - 国道304号、石川県道・富山県道27号金沢井波線
- 新福光大橋
- 遊部大橋
- 荊波橋 - 富山県道285号西勝寺福野線
- 福野大橋
- 川崎橋 - 富山県道279号安居福野線
- 阿曽橋 - 富山県道143号小森谷庄川線
- 鴨島橋
- 合口橋
- 津沢大橋 - 小矢部市市道清水蓑輪線
- 新津沢大橋 - 国道359号
- 小矢部川橋 - 北陸自動車道
- 経田橋 - 富山県道260号安養寺砺波線
- 農免大橋 - 富山県道368号藤森岡線
- 小矢部川大橋 - 富山県道16号砺波小矢部線
- 島分橋 - 国道471号
- 石動大橋 - 富山県道42号小矢部福光線
- 小矢部橋 - 富山県道72号坪野小矢部線
- 茅蜩橋 - 国道8号
- 聖人橋 - 高岡市道向田荒川線[4]
- 向田橋 - 富山県道276号西中大滝線
- 土屋橋 - 富山県道48号福光福岡線
- 三日市橋 - 富山県道359号石堤大野線
- 五位橋 - 富山県道369号小野上渡線
- 国東橋 - 富山県道・石川県道29号高岡羽咋線
- 小矢部大橋 - 能越自動車道（国道470号）
- 国吉大橋 - 富山県道・石川県道29号高岡羽咋線
- 国條橋 - 富山県道64号高岡氷見線
- 守山橋 - 国道160号
- 二上大橋 - 富山県道57号高岡環状線
- 二上橋 - 富山県道255号守山向野線
- 米島大橋 - 富山県道57号高岡環状線
- 城光寺橋 - 国道415号
- 伏木港大橋 - 臨港道路
- 伏木万葉大橋 - 臨港道路伏木外港1号線[5]

## 流域の観光地
- イオックス・アローザ(南砺市)
- 鯉雨画斎(南砺市)
- 安居寺(南砺市)
- クロスランドおやべ(小矢部市)
- 稲葉山牧場(小矢部市)
- ミュゼふくおかカメラ館(高岡市福岡町)
- 二上山(高岡市)
- 勝興寺(高岡市)

## 環境
- 1968年3月6日：厚生省が富山県小矢部川下流の川魚からメチル水銀と思われる物質が検出。富山県を通じて流域住民に対して魚類の捕獲を自粛するよう要望した。